# As Enemigo
As Enemigo (Traducido del Inglés como Enemy Ace) es un piloto de combate de la Primera Guerra Mundial y la Segunda Guerra Mundial ficticio creado por la editorial DC Comics, es un personaje que vive las aventuras de un piloto experto pero problemático antihéroe alemán y as de la aviación Primera Guerra Mundial y la Segunda Guerra Mundial, llamado Hans von Hammer, mejor conocido en el mundo como "El Martillo del Infierno."

## Información general
Enemy Ace apareció por primera vez en Our Army at War #151 (febrero de 1965), Fue una historia que fue respaldada rápidamente y que ganó popularidad. Como piloto alemán de la Primera Guerra Mundial al servicio de su país, sus historias han sido contadas el lado alemán de la guerra, en la que Hans von Hammer era un hombre de honor y de gran caballerosidad, un caballero volador en su Fokker Dr.I, pero fue perseguido por su deberes y la muerte constante que le rodea.
Las historias tempranas sobre sus aventuras se centró en sus combates aéreos de la Primera Guerra Mundial y sus estrategias tácticas, y el honor empleado entre los primeros caballeros aéreos. Las historias eran a menudo eran marcadas en contraste entre el carácter melancólico y oscuro de Von Hammer y su lado más sensible, amable, como las relatadas en Star Spangled War Stories #148, donde Von Hammer rescata a un pequeño perro que nombra "Schatzi" y en el cual adquiere una amistad, incluso presentándole a su compañero del escuadrón de cazas nocturnos Lobo Gris, que acepta muy poco a Schatzi en lugar de comérselo. Pero las historias Von Hammer no eran tan grandes como los finales felices, y Von Hammer termina perdiendo a Schatzi en una escena inquietante en la que lo deja al dejar caer accidentalmente su Fokker durante el combate aéreo. Él se lamenta la pérdida su perro, entonces procede a masacrar a los pilotos británicos que permanecen en el aire en un acto de venganza sangrienta. Von Hammer era un personaje oscuro, retratado como el resultado inevitable de la guerra.
A diferencia de la mayoría de los personajes de las historietas, Von Hammer no tiene un archienemigo como tal, aunque un piloto francés conocido como El Verdugo era un persistente opositor. La mayoría de los oponentes de Von Hammer siguieron el mismo código de honor como él, al que no incluía atacar a un piloto indefenso.
Creado por Robert Kanigher y Joe Kubert, As Enemigo se basó su figura de manera libre del legendario Manfred von Richthofen, más conocido como el Barón Rojo. Los que a ambos le caracterizó fue el uso incondicional de un triplano Fokker Dr.I de color rojo sangre. así como ambos eran de sangre aristocrática. Ambos se otorgaron a sí mismos un trofeo por cada avión enemigo derribado. Ambos eran de la más alta puntuación como ases de la aviación en la Primera Guerra Mundial. La principal diferencia entre los dos fue que Von Hammer sobrevivió y vivió hasta la vejez, mientras que Von Richthofen fue derribado y muerto antes de que terminara la guerra.
Historias de los personajes han sido elogiados como los más fuertes historias de guerra de la editorial DC de la edad de plata de las historietas. Fue revivido para algunas novelas gráficas posteriormente. El primera fue Enemy Ace: Idilio de Guerra (1990) escrita por George Pratt, donde Hammer se revela que vivió hasta 1969, muriendo en paz hasta cumplir el escrito de sus memorias y concluir sus entrevistas con una atribulada carrera como veterano reportero de guerra en la guerra de Vietnam.
Tim Truman: Balas de Dragón, una miniserie publicada en 1998 donde mostraba a Von Hammer en China en 1927, haciendo equipo con un anciano Bat Lash y Biff Bradley, el hermano de Slam Bradley luchando contra Miss Fear y Vandal Savage en una aventura en la Isla Dinosaurio.
Un trabajo más reciente es Garth Ennis fue en Enemy Ace: Guerra en el Cielo (2001), dibujado por Chris Weston y Russ Heath. Aquí, el personaje y el arco de su historia relatan que von Hammer se basa en varios pilotos alemanes de la vida real, en especialmente de Adolf Galland. La serie relata las actividades del piloto durante la Segunda Guerra Mundial, en la que está convencido de luchar una vez más como piloto de la Luftwaffe. Von Hammer se coloca al frente con su propio escuadrón e inicialmente se desempeña en el Frente Oriental. Aunque no es partidario del régimen Nazi, acumula rápidamente numerosos derribamientos al volar un avión pintado de rojo, un Me 109 en un combate contra los rusos, y más adelante se encuentra en defensa de Alemania (al volar un escarlata Messerschmitt Me-262) contra los bombarderos americanos. Sin embargo, von Hammer vuelve cada vez más desilusionado de como él sigue siendo testigo de los horrores de la guerra. En 1945, después de rescatar su avión dañado, sin darse cuenta su paracaídas se abre accidentalmente y cae en un campo de concentración en Dachau y está indignado al descubrir perversidad del régimen alemán sobre el Holocausto. Se propone hacer un motín al regresar a su base aérea y luego entrega su Jagdverband al avance de las tropas Aliadas, sin saber, que la Compañía Easy del Sgto. Rock está cerca de llegar a las instalaciones, luego después de prenderle fuego a los aviones restantes de la unidad de combate.
Recientemente, en el #139 de la serie del último volumen de Robin, la bisnieta de von Hammer, la teniente Ilsa von Hammer apareció como miembro de un grupo de soldados que incluyó al nieto de Johnny Cloud y un soldado legendario conocido como Veterano. Este grupo, manejaba misiones que podían ser más que una inusual misión militar normal siendo equipado por la ayuda de Robin que les colaboró en sus misiones.
Otro posible descendiente del personaje apareció en Superman #689. Will Von Hammer aparece trabajando como investigador privado en Berlín. Posee algunas invulnerabilidades superhumanas, así como él también es descendiente del héroe de la Segunda Guerra Mundial, Stormy Foster.
Von Hammer hace una aparición especial en un combate contra su oponente el general Wade Eiling,  en una historia entre los dos personajes, una historia acontecida en la Primera Guerra Mundial.
En 2008, el aparece en la historia de Bruce Jones, La guerra que el tiempo olvidó. También aparece en la serie de historietas de Booster Gold de 2009, durante la Primera Guerra Mundial. Cuando Booster viaja en el tiempo al pasado queda atrapado en medio de la guerra, junto con Cyrus Lord, un antepasado de Maxwell Lord, von Hammer le ayuda a escapar de su cautiverio tras las líneas alemanas en lugar de que sufra una tortura y termina manchándose aún más las manos de sangre.

## Aviones utilizados por von Hammer
Primera Guerra Mundial
- Fokker Dr.I—Primera Guerra Mundial

Segunda Guerra Mundial
- Messerschmitt Bf 109F—Durante la Segunda Guerra Mundial
- Messerschmitt Bf 109G—En el Frente Occidental
- Messerschmitt Me 262—Uitilizado hasta los últimos días de la guerra.

NotaNo sólo son todos los aviones que Von Hammer pintó de color rojo brillante, su avión de la Segunda Guerra Mundial carecía de la insignia esvástica de la cola, lo que provoca la fricción con uno de sus oficiales que es fervientemente leal al Partido Nazi.

## Ediciones recopilatorias
Ha habido una serie de colecciones en formato de colección rústica original, así como la publicación de las novelas gráficas originales:
- Enemy Ace: Idilio de Guerra (escrita por George Pratt, novela gráfica, 128 páginas, tapa dura (1990), y de tapa blanda (1995), ISBN 0-930289-78-1)[4][9]

- Archivos de Enemy Ace (escritos Robert Kanigher y dibujados por Joe Kubert):

- Volumen 1 (212 páginas, octubre de 2002, tapa dura, ISBN 1-56389-896-9) (Recopila: Our Army at War (1952) #151, #153, #155; Showcase (1956) #57-58; Star Spangled War Stories (1952) #138-142)
- Volumen 2 (196 páginas, septiembre de 2006, tapa dura, ISBN 1-4012-0776-6) (Recopila: Star Spangled War Stories (1952) #143-145, #147-150, #183, #200) La copia de la sobrecubierta no refleja con precisión el contenido. Dice "Finalización de la colección de todos historias originales realizadas por Kanigher/Kubert sobre Enemy Ace (y añade colaboraciones de Neal Adams, Russ Heath y Frank Thorne), diez historias de este volumen muestran algunos de los mayores talentos de las historietas en su mejor momento con el poder de sus editores creativos... "El libro contiene 13 historias, saltándose dos relatos de Kannigher y Kubert de Our Army at War #146 y sin incluir alguna historia de Neal Adams.

- Enemy Ace: Guerra en el Cielo (Escrito por Garth Ennis y Robert Kanigher, con el arte de Chris Weston, Russ Heath, Christian Alamy y Joe Kubert, Recopila 2 publicaciones de las miniseries y Relatos de Star Spangled War Stories #139, 128 páginas, 2003, ISBN 1-56389-982-5)[11][12]
- Showcase Presents: Enemy Ace Volumen 1 (552 páginas, a Blanco y Negro, enero de 2008, ISBN 978-1-4012-1721-1) (Recopila: Detective Comics (1967) #404; Men of War (1977) #1-3, #8-10, #12-14, #19-20; Our Army at War (1952) #151, #153, #155; Showcase (1956) # 57-58; Star Spangled War Stories (1952) #138-145, #147-150, #183, #200; Soldado Desconocido #251-253, #260-261, #265-267)[13]

## Apariciones en otros medios

### Televisión
- Aparece en la serie animada Batman: The Brave and the Bold, en el episodio La Indignante aventura de Aquaman.

### Juguetes
- Una figura de acción de lujose ha puso a la venta, incluye a Black Wolf y una versión más pequeña a escala de su Fokker Dr.I.[14]

### Novelas
- Von Hammer aparece como vampiro en la novela de Kim Newman en el universo de la novela Anno Dracula The Bloody Red Baron, junto a otros pilotos alemanes ficticios y el propio von Richthofen.